# Гинко
Гинко (Ginkgo) е род нецъфтящи растения, единственият оцелял в отдел Гинкови (Ginkgophyta). Родът се появява за първи път през периода перм, преди около 250 млн. години. Счита се за жив фосил. Скоростта на еволюцията в рамките на рода е бавна, като почти всичките му видове са изчезнали до края на плиоцена с изключение на единствения жив вид Гинко билоба (Ginkgo biloba), който се среща само в дивата природа в Китай, но се отглежда по целия свят.

## Видове
Род Гинко
- †Ginkgo adiantoides
- †Ginkgo apodes
- †Ginkgo cranei
- †Ginkgo digitata
- †Ginkgo dissecta
- †Ginkgo gardneri
- †Ginkgo ginkgoidea
- †Ginkgo huolinhensis
- †Ginkgo huttonii
- †Ginkgo yimaensis
- Ginkgo biloba – Гинко билоба